# Art scandinave
L’Art scandinave se développe en Scandinavie entre le début du VIIIe siècle et le milieu du XIIe siècle. Cette période correspond à la grande expansion outre-mer des peuples des rivages de la mer du Nord, les Vikings. On trouve des vestiges de leur activité en Norvège, en Suède, au Danemark, en Finlande, dans le nord de la France et surtout dans les îles Britanniques.
Cependant notre connaissance de l'art viking est très lacunaire : en effet, les œuvres précédant le XIe siècle ne nous sont parvenues qu'à travers de rares documents archéologiques. La sculpture sur bois exécutée avant le XIIe siècle n'a presque pas survécu, excepté dans les tombes royales du Vestfold en Norvège. Les tentures, les étoffes et l'architecture préchrétienne ont aussi presque entièrement disparu. L'observation de l'existence de différents styles repose donc surtout sur l'orfèvrerie, les pierres runiques (blocs de calcaire gravés) et les stèles trouvées dans les lieux de sépulture. L'orfèvrerie, souvent en argent, parfois en or, comporte des médaillons, pendentifs, épingles et boucles aux motifs d'entrelacs complexes, ainsi que des colliers tressés de fils d'argent, techniquement très aboutis.

## Style

### Premier art scandinave

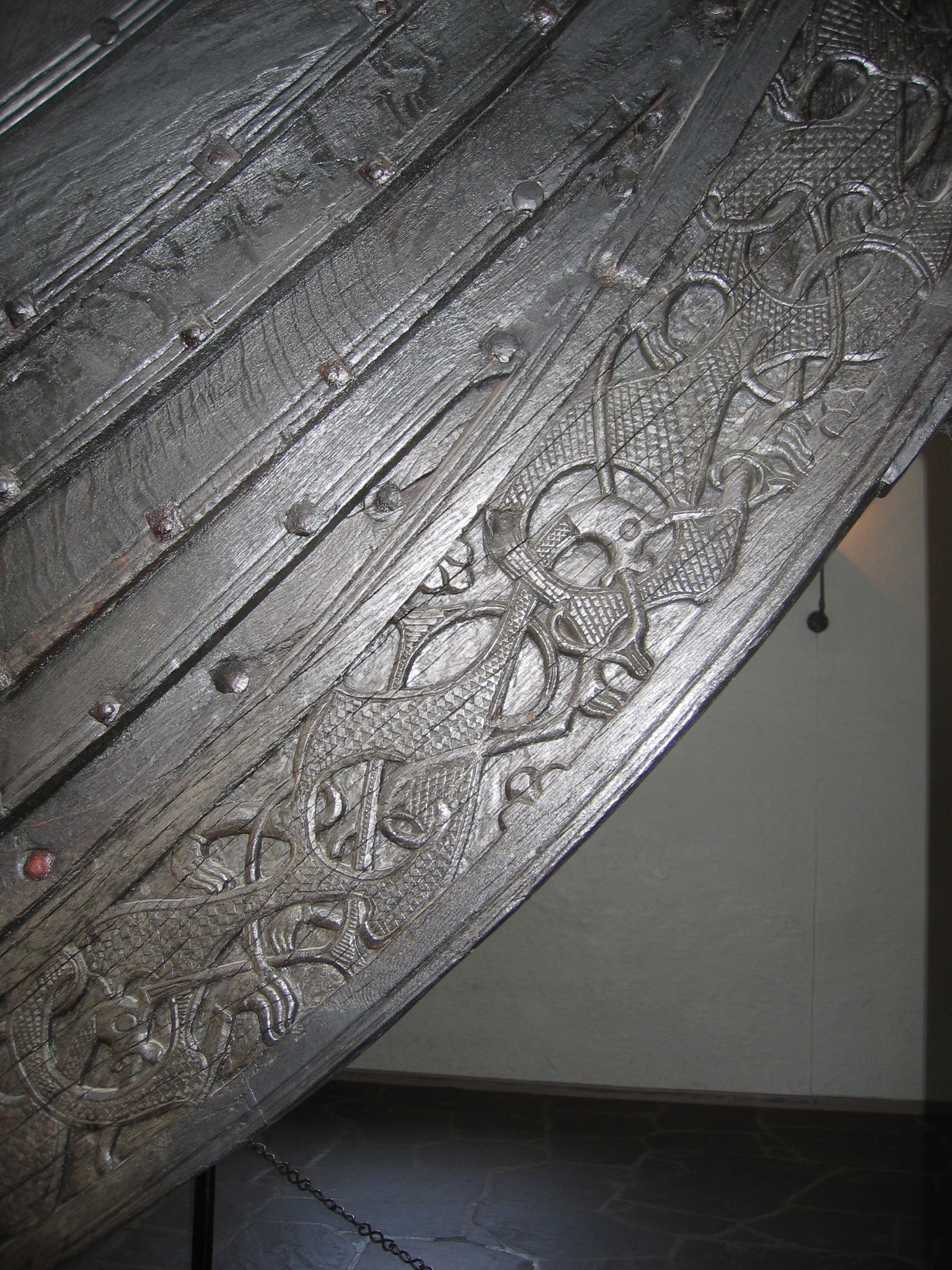
Détail du bateau d'Oseberg.

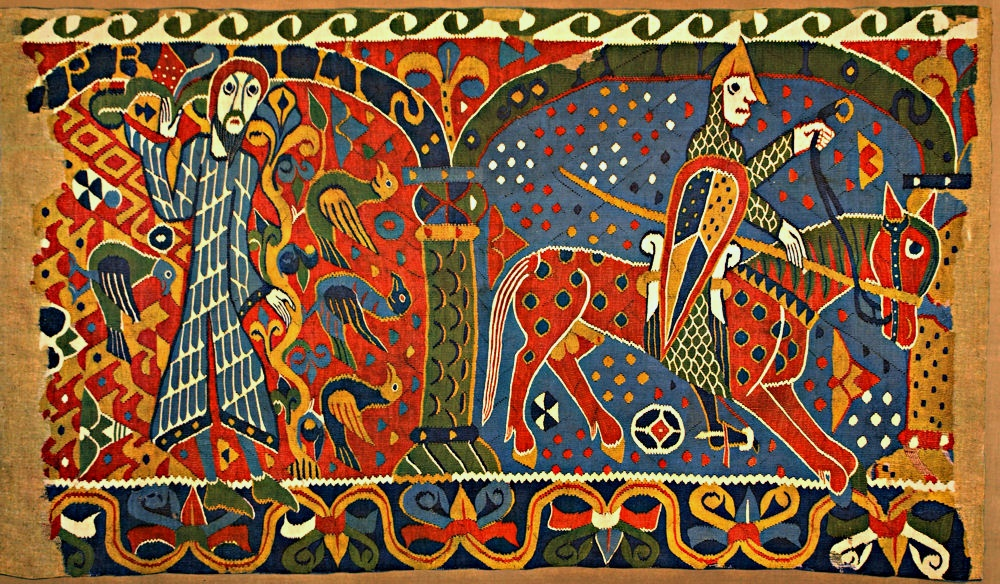
La Tapisserie de Baldishol.

Les ouvrages des premiers siècles de notre ère sont encore marqués par les influences antiques et il faut attendre le Ve siècle pour que le style de Nydam, du nom d'un important site de dépôt votifs, se développe. Il se caractérise par des motifs géométriques d'inspiration gréco-romaines et l'incorporation de représentations zoomorphes typiques de l'art germanique. Au VIIe siècle, avec la christianisation, le style animalier recule sur le continent et en Angleterre tandis qu'il persiste en Scandinavie et évolue indépendamment. Cependant, l'augmentation des échanges commerciaux en mer du nord va également permettre le développement d'un style anglo-scandinave.
En dehors des motifs animaliers, les représentations anthropomorphiques sont plus rares. On les retrouve essentiellement sur des bractéates. La figure impériale y est remplacée par des représentations d'Odin et d'autres dieux de la mythologie nordique dès le VIe siècle comme en témoignent les nombreux exemples du trésor de Vindelev. On en retrouve également sur des gullgubber datant des VIe et VIIe siècles qui proviennent en majorité du site de Sorte Muld. Nombre d'entre eux mettent en scène un couple enlacé qui pourrait se rapprocher au mariage de Freyr et Gerd tel qu'évoqué dans l'edda Skírnismál. Ces objets servent d'offrande et permettraient de garantir la prospérité des sols.

### Art viking
L'art viking trouve son origine dans les ouvrages d'orfèvrerie du centre de la Suède, datant des VIIe et VIIIe siècles. On rencontre déjà les motifs animaux caractéristiques mais aussi des scènes mythologiques qui disparaîtront par la suite. À la fin du VIIIe siècle, apparaissent, sculptés sur des stèles, les premiers reliefs décrivant des scènes de la vie domestique, maritime et guerrière. Au IXe siècle, l'art viking semble atteindre une maturité dont témoigne la tombe d'Oseberg, près d'Oslo. Les chefs étaient souvent ensevelis dans un bateau viking de bois avec un matériel varié (épées, haches, traîneaux, chariots, lits, etc.) somptueusement décoré. À Oseberg, le vaisseau de la reine Åsa, d'une élégance extrême, équipé avec un luxe inouï et orné des habituelles sculptures animales aux formes sinueuses et entrelacées (chevaux, serpents, cygnes, dragons, etc.) révèle l'existence d'un art princier très original et d'une très haute tenue.
L'art viking hérite des styles antérieurs propres à la Scandinavie comme le style animal. À ce style s'intègre des influences étrangères anglo-saxonnes, carolingiennes et ottoniennes. Entre les VIIIe et XIIe siècles, plusieurs styles se succèdent et tirent souvent le nom de la tombe dans laquelle un objet représentatif est découvert. Le style Oseberg (vers 800-875), encore très inscrit dans le style animal. Le style dit de Borre (850-950) qui s'exporte en dehors de la Scandinavie dans les territoires de la diaspora Viking. Le style de Jelling (900-975)l. Puis, sous influences occidentales et avec l'avancée du christianisme vers la fin du Xe siècle se développe le style de Mammen (de). Sous l'influence de l'art anglo-saxon et ottonien, se développe le style de Ringerike (en). Enfin, une dernière phase s'observe sur les panneaux en bois des églises et prennent le nom de style d'Urnes (en).

### Styles Anglo-Scandinaves
Les liaisons maritimes entre les deux rives de la mer du Nord provoquèrent à la fin du IXe siècle la naissance des styles anglo-scandinaves, au nombre de cinq. Le premier, style de Borre, définit les productions de la Norvège méridionale entre 840 et 980, caractérisées par des reliefs animaux et des décors de rubans. Le style de Jelling (870-1000) du nom du site funéraire royal dans le Jutland montre des animaux enrubannés qu'on retrouve sur les croix du Yorkshire dans les îles Britanniques. Le monument le plus étonnant de ce style est un bloc de granit pyramidal dont la première face porte des runes qui commémorent le roi Harald Blåtand et le baptême des Danois. La deuxième face comporte un monstre au milieu de volutes et de rubans et la troisième une crucifixion. Le style de Mammen (Jutland 960-1020) prolonge le précédent en faisant un emploi plus systématique des végétaux. Le style de Ringerike (980-1080) et celui d'Urnes (1050-1150) dérivent du style de Mammen avec, pour le premier, des motifs de serpents et, pour le second, des animaux élancés surtout présents sur les portails d'églises de bois norvégiennes.
Il ne reste à peu près rien de l'architecture de bois de cette période. On sait seulement qu'entre 980 et 1030 environ, des ensembles utilitaires d'une grande régularité et d'une grande ampleur furent édifiés au Danemark, notamment à Fyrkat et Aggersborg dans le Jutland. L'architecture funéraire se résume à des tumuli de terre et des alignements de pierres dressées. La conversion au christianisme au XIe siècle a apporté un renouveau. Il ne reste cependant que quelques églises de bois en Norvège, aux charpentes de poteaux verticaux et à la silhouette très élancée. Les portails et les façades sont ornés de décors d'entrelacs ou de scènes figurées d'un grand raffinement. Vers le milieu du XIIe siècle, l'originalité artistique scandinave est étouffée par le triomphe de l'art roman.

## Architecture

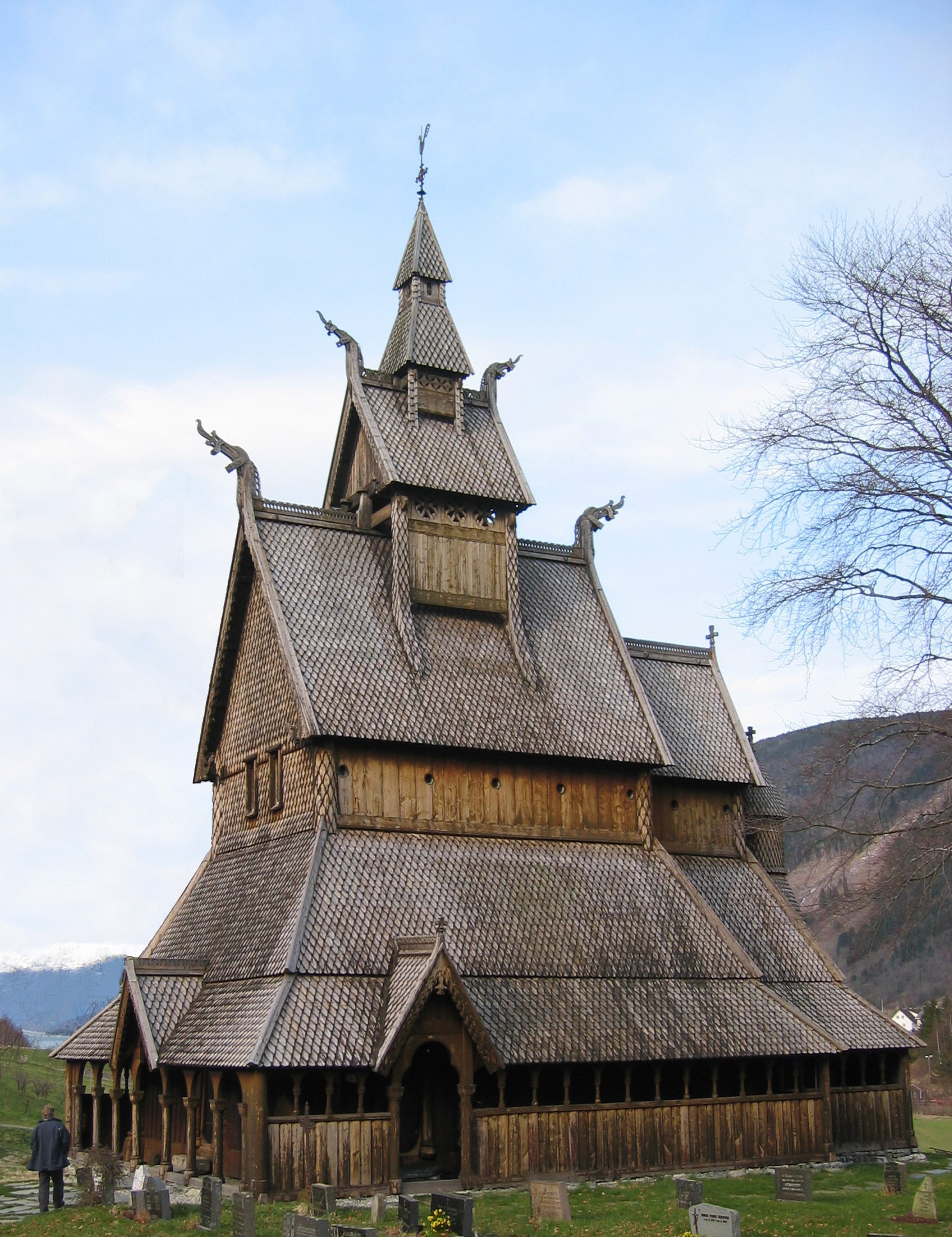
Église de Hopperstad, dans le sud de la Norvège

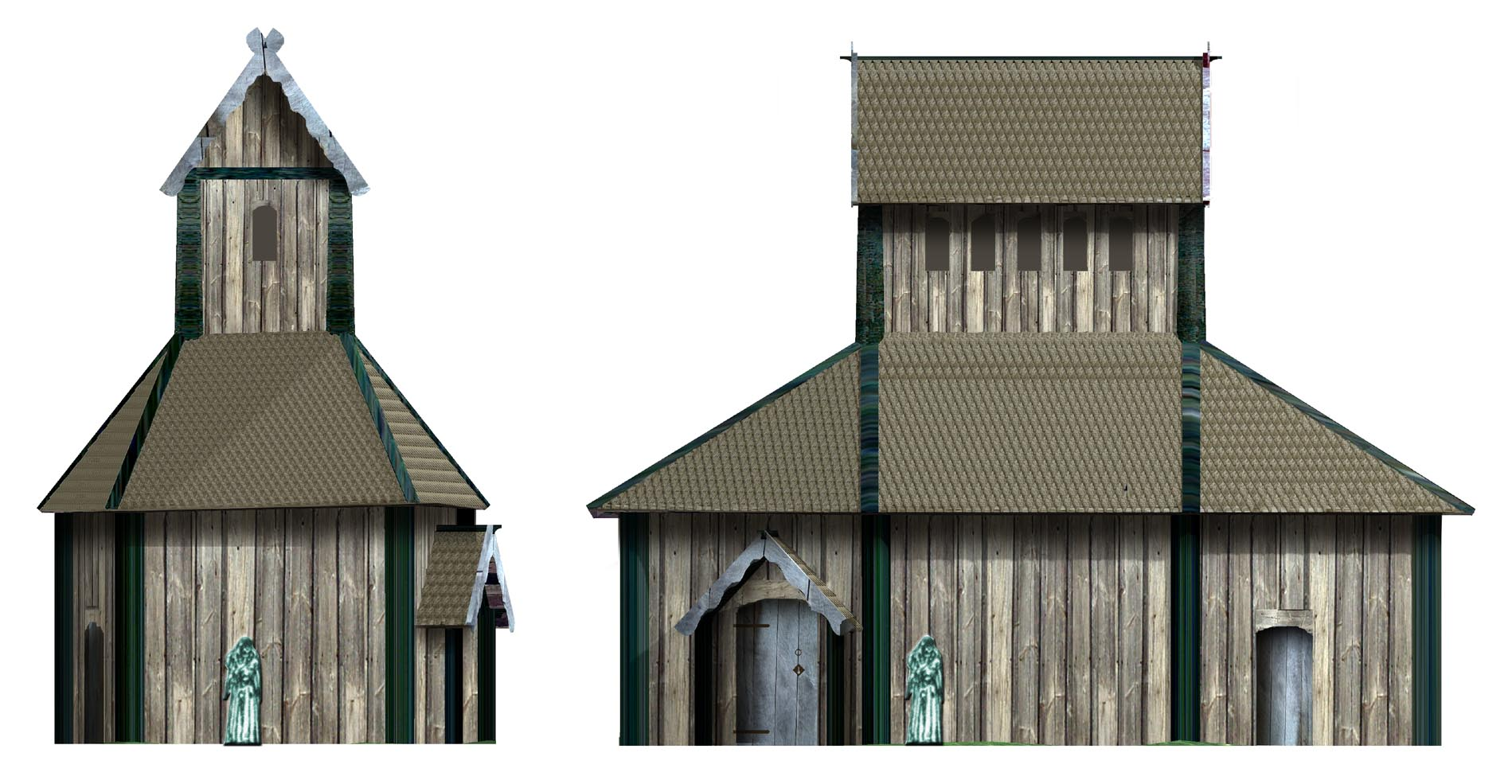
Reconstitution virtuelle d'une église en bois debout (Stavkirke) scandinave

### Stavkirke
Le nom de ces églises provient de leur mode de construction unique. Des poteaux soutiennent le toit et permettent d'élever des murs. Les premières églises de ce type apparaissent dans la seconde moitié du XIIe siècle. Sur les milliers d'églises édifiées jusqu'au XVIIIe siècle, il n'en subsiste que 28 dont la plupart sont des reconstructions modernes.